# Базилика Богоматери Одиночества
Римско-католическая базилика Богоматери Одиночества, святой покровительницы города Оахаки на юго-востоке Мексики, построена между 1682 и 1690 годами в стиле барокко. Является частью исторического центра Оахаки, ставшего объектом Всемирного наследия ЮНЕСКО в 1987 году.
История основания церкви связана с легендой. В 1543 году погонщик мулов, следующий в Гватемалу, обнаружил в караване постороннего мула, навьюченного тяжёлой поклажей. На окраине Оахаки мул рухнул под тяжестью вьюка; когда же ящик был открыт, в нём обнаружился образ Богородицы и распятие. Это было расценено как чудо, и на месте обретения святого образа было решено поставить храм.
Базилика построена в форме латинского креста из местного мягкого камня вулканического происхождения Cantera, имеющего характерный зеленоватый оттенок. Небольшая высота восьмиугольного купола и башен церкви обусловлена значительной сейсмической активностью в регионе.
Четырёхъярусный главный фасад церкви из жёлтого известняка высотой 24 метра, сооружённый в 1717—1718 годах, богато украшен резьбой по камню. Он имеет вогнутую форму (что достаточно редко для мексиканской храмовой архитектуры), имитируя традиционный деревянный алтарь — ретабло. Над главным входом в храм — барельеф Девы Марии коленопреклонённой с человеческим черепом и веточкой кустарника, символизирующими жизнь после смерти.
В интерьере храма привлекает внимание обилие золота, множество деревянных и гипсовых статуй и живописных полотен эпохи барокко. Чудотворная фигура Богоматери украшена алмазами и жемчугом, увенчана золотой короной с бриллиантами весом почти в полтора килограмма. В 1980-х годах драгоценная корона была похищена, в настоящее время на статуе её копия с искусственными камнями.
Орган базилики восходит к 1686 году, восстановлен в 2000 году.
Адрес церкви: Av. Independencia 107, at Calle Victoria, Centro Histórico, Oaxaca City, Oaxaca, Mexico. Базилика открыта
ежедневно с 7 до 14 и с 16 до 21 часа. При церкви есть небольшой музей, расположенный в помещениях бывшего монастыря.